# Mikheil Berishvili
Mikheil Berishvili, né le 12 avril 1987, à Tbilissi, en Géorgie, est un joueur géorgien de basket-ball. Il évolue au poste d'ailier.